# キヤノンプリントスクエア
キヤノンプリントスクエア株式会社は、かつて存在したオンデマンド印刷サービスおよびマネージド・プリント・サービスを手掛けるアウトソーシング企業であった。キヤノンシステムアンドサポート株式会社、ならびにキヤノンビジネスサポート株式会社の両社の関連事業を統合して設立された。

2014年に昭和情報機器株式会社、日本オセ株式会社、キヤノンプリントスクエア株式会社を統合し、キヤノンプロダクションプリンティングシステムズ株式会社となった。

なお、関連する企業として、帆風とキヤノンMJの合弁による シナジーコミュニケーションズがあり、プリントマネジメントコンサルティングを提供している。

## 主な事業
- マネージド・プリント・サービス（MPS）：マネージド・サービス・プロバイダ (MSP) として、CRD（Corporate Reprographics Department：集中コピー室）の運営サービス、およびフロア設置のオフィス機器の管理サービスの提供を行っている。
- プリントオンデマンド (POD) サービス：ドキュメント類の出力サービスならびに付随するデザインサービスを提供している。
- 販促支援サービス：屋外広告・バスラッピング広告・屋内装飾、空間演出などの広告プロモーティング、デザインおよび施工を行っている。